# 1988年の日本シリーズ
1988年の日本シリーズ（1988ねんのにっぽんシリーズ、1988ねんのにほんシリーズ）は、1988年10月22日から10月27日まで行われたセ・リーグ優勝チームの中日ドラゴンズとパ・リーグ優勝チームの西武ライオンズによる第39回プロ野球日本選手権シリーズである。

## 概要
森祇晶監督率いる西武ライオンズと星野仙一監督率いる中日ドラゴンズの対決となった1988年の日本シリーズは、西武が4勝1敗で勝利し、3年連続8度目の日本一（西鉄時代を含む。1979年に福岡県福岡市から埼玉県所沢市へ移転し西武となってからでは5度目）。
両球団の日本シリーズ対戦は1954年、1982年に次いで3回目。
この年のパ・リーグは、西武が公式戦全日程終了した後で日本シリーズ開幕3日前に行われたロッテオリオンズ-近鉄バファローズの最終戦ダブルヘッダー（いわゆる10.19）の末に優勝が決まったもので、ナゴヤ球場分の日本シリーズ前売り券には「中日 対 パシフィックリーグ優勝チーム」と書かれていた。
1982年でもこの両チームが対戦して西武が勝っており、星野は、西武のシリーズ進出が決定の際に、「西武とやりたい」との趣旨を公言していた（10.19参照）。
西武側からは、シリーズ終了後に清原和博が、上記ダブルヘッダー2試合目で引き分けて優勝を逃した近鉄を慮って「これで近鉄に顔が向けられる」と発言している。
ただ、森は、自著で、最後まで近鉄との優勝争いが続いたことで、選手のコンディションは最高だったと振り返っている。このシリーズは、西武が「走攻守」すべてで圧倒したと見られるが、特に
1. 四番打者の打点などの差が大きかった。西武の四番・清原はナゴヤ球場の場外まで飛んだもの（第1戦）など3本塁打、4打点を挙げたのに対し、中日の四番・落合博満[5]は本塁打・打点ともに0。打率は両者とも3割台であったが落合は、7度の走者を置いた場面では2四球の他は全て凡退。5安打はすべて無走者の場面だった[4]。
2. 中日は8併殺打（西武は2併殺打）と攻守の緻密さの差が見られた[4]。
3. 失策数が、西武は第5戦の2失策のみであったのに対して、中日は4失策、特に第3戦の先発投手・山本昌広の失策は、シリーズ全体の流れにまで響くこととなった[4]。

などがあげられる。
森は「星野監督は選手たちに相当にらみを利かせていた。勢いで公式戦を乗り切ったが、私は負ける相手ではない」、「今年のシリーズには限っていえば私は何もしていません。スタッフ、スコアラー、選手がいい共同作業をしてくれた。チームぐるみの勝利だと思います」と述べている。
星野は前年まで西武に在籍し18勝と大躍進した小野和幸を同じく西武出身の大石友好とバッテリーで第1、5戦の先発投手に起用したが、第1戦は6回4失点で敗戦投手、第5戦は2回途中3失点と打ち込まれ、失敗に終わった。西武の選手にとっては、前年まで開花しなかった方のイメージが強かったために怖さを感じなかったという。尚、トレード相手の平野謙は1番打者として先発で全試合に出場した。
早々と優勝を決めた中日は9月下旬に西武の情報収集を始めたのに対し、西武は優勝が決まった19日から実質2日間で分析作業をスコアラー・首脳陣で行い、量より質を重視し、スコアラーの前田康介曰く前年の巨人の1割程度の情報しか集められなかったという。
伊東勤は「一度は死んだ身。中日との日本シリーズは重圧を感じることなく4勝1敗で制した」と回想している。
中村武志は星野に「捕手（の差）で負けた。勤みたいなキャッチャーになれ」と言われたというが、中村はまだ入団4年目。偉大すぎて「なれるわけないやろ」と心で思っていたという。
ナゴヤ球場での日本シリーズ開催は、この年の第2戦をもって最後となった（中日が次に出場した1999年以降の中日ホームゲームは、ナゴヤドームで開催されている）。
また、昭和の元号として最後の日本シリーズ開催となった。
なお、このシリーズ第1戦に渡辺久信の後を8回裏、無死一・二塁の際に登板した東尾修が森監督から「この一人は抑えてくれ」と言われ、傷ついたがその後を締めた。第5戦にも登板するが、シリーズ終了後、同年限りでの現役引退を表明した。

## 試合結果
| 日付                                 | 試合   | ビジター球団（先攻） | スコア | ホーム球団（後攻） | 開催球場           |
| ------------------------------------ | ------ | -------------------- | ------ | ------------------ | ------------------ |
| 10月22日（土）                       | 第1戦  | 西武ライオンズ       | 5 - 1  | 中日ドラゴンズ     | ナゴヤ球場         |
| 10月23日（日）                       | 第2戦  | 西武ライオンズ       | 3 - 7  | 中日ドラゴンズ     | ナゴヤ球場         |
| 10月24日（月）                       | 移動日 | 移動日               | 移動日 | 移動日             | 移動日             |
| 10月25日（火）                       | 第3戦  | 中日ドラゴンズ       | 3 - 4  | 西武ライオンズ     | 西武ライオンズ球場 |
| 10月26日（水）                       | 第4戦  | 中日ドラゴンズ       | 0 - 4  | 西武ライオンズ     | 西武ライオンズ球場 |
| 10月27日（木）                       | 第5戦  | 中日ドラゴンズ       | 6 - 7  | 西武ライオンズ     | 西武ライオンズ球場 |
| 優勝：西武ライオンズ（3年連続8回目） |        |                      |        |                    |                    |

### 第1戦
10月22日　ナゴヤ　入場者28963人
| 西武 | 0 | 2 | 1 | 0 | 0 | 1 | 0 | 0 | 1 | 5 |
| 中日 | 0 | 0 | 0 | 0 | 0 | 1 | 0 | 0 | 0 | 1 |

（西）○渡辺（1勝）、S東尾（1S） - 伊東
（中）●小野（1敗）、鹿島、上原 - 大石、中村
勝利打点　清原1
【本塁打】
（西）清原1号ソロ（2回小野）、石毛1号ソロ（6回小野）
[審判]セ福井（球）パ前川　セ田中　パ村田（塁）セ山本　パ藤本（外）
先発投手は中日は小野和幸、西武は渡辺久信と両リーグ最多勝利投手の投げ合いとなった。西武の監督の森は第1戦目の先発投手に小松が来たらイヤだなと思っていたと述べている。2回、清原和博がレフト場外（近くを走る東海道新幹線の防音壁に当たったと言われている）に消える特大の先制ソロ本塁打。さらに辻発彦の遊ゴロ併殺の間に追加点。6回には石毛宏典のソロ本塁打を放ち、優位に試合を進めた。中日は6回、代打の小松崎善久、彦野利勝の連続ヒット、立浪和義のバントで送り1死二・三塁としてゲーリーの犠牲フライで1点を返したが落合は3塁ゴロでこの回1点に終わった。中日は8回中村武志の安打、代打川又米利が四球を選び、無死一・二塁とチャンスを作り西武は渡辺からベテラン東尾修に投手交代し、彦野はシュートを強引に引っぱり、三塁ゴロ併殺打、立浪は見逃し三振に打ち取られた。9回に西武は上原晃から辻が三塁打を放ち、東尾の犠牲フライで1点を取り4点差にし、9回東尾が続投しゲーリーを右飛、落合に安打を打たれるも、宇野勝を併殺打に打ち取り西武が先勝した。中日は宇野が2三振、2併殺打、さらに守備でも1エラーとブレーキになった。
なお西武は、ナゴヤ球場の試合では指名打者が使えない関係で、指名打者としての出場が多かったバークレオを左翼手に、通常は一塁手の清原を三塁手に、三塁手の石毛を古巣の遊撃手に回し、一塁手に安部理を入れるという守備陣をとった。
公式記録関係（日本野球機構ページ）

### 第2戦
10月23日　ナゴヤ　入場者28953人
| 西武 | 0 | 0 | 0 | 0 | 3 | 0 | 0 | 0 | 0 | 3 |
| 中日 | 0 | 1 | 2 | 0 | 0 | 0 | 0 | 4 | X | 7 |

（西）●郭泰（1敗）、山根 - 伊東
（中）小松、○郭源（1勝） - 中村
勝利打点　宇野1
【本塁打】
（中）川又1号2ラン（3回郭）
[審判]パ藤本（球）セ山本　パ前川　セ田中（塁）パ斎田　セ小林毅（外）
3-3の同点で迎えた8回、中日は宇野の押し出し死球、仁村徹のスクイズ、さらに音重鎮の2点タイムリーで計4点。7回から登板し3イニングをパーフェクトに抑えた郭源治が勝利投手。
公式記録関係（日本野球機構ページ）

### 第3戦
10月25日　西武　入場者32081人
| 中日 | 1 | 0 | 0 | 0 | 0 | 0 | 2 | 0 | 0 | 3 |
| 西武 | 0 | 0 | 0 | 0 | 1 | 3 | 0 | 0 | X | 4 |

（中）●山本（1敗）、鹿島 - 中村
（西）○工藤（1勝） - 伊東
勝利打点　なし
【本塁打】
（中）彦野1号ソロ（1回工藤）、宇野1号2ラン（7回工藤）
（西）石毛2号ソロ（5回山本）
[審判]セ小林毅（球）パ斎田　セ山本　パ前川（塁）セ福井　パ村田（外）
工藤公康、山本昌広の両左腕が先発。初回、彦野が1978年第2戦の福本豊以来となる先頭打者本塁打を放ち中日が先制したが、西武は5回石毛のソロ本塁打で同点に追いつくと、6回に、山本の暴投で勝ち越し点を拾った。工藤は完投勝利。
公式記録関係（日本野球機構ページ）

### 第4戦
10月26日　西武　入場者32261人
| 中日 | 0 | 0 | 0 | 0 | 0 | 0 | 0 | 0 | 0 | 0 |
| 西武 | 0 | 0 | 2 | 1 | 2 | 0 | 1 | 0 | X | 6 |

（中）●杉本（1敗）、上原、近藤、川畑 - 中村、大宮
（西）○森山（1勝） - 伊東
勝利打点　笘篠1
【本塁打】
（西）秋山1号ソロ（4回杉本）、清原2号2ラン（5回上原）、辻1号ソロ（7回近藤）
[審判]パ村田（球）セ福井　パ斎田　セ山本（塁）パ藤本　セ田中（外）
西武先発はこの年躍進した2年目の森山良二。中日先発は左腕杉本正で、奇しくも第1戦の先発小野和幸と同様に古巣球団との対決となった。西武は2回、笘篠誠治の適時二塁打で2点を先制、4回には秋山幸二のソロ本塁打、5回清原の2点本塁打とAK砲アベックアーチで着実に加点。7回には辻の本塁打でとどめを刺した。森山は2安打に抑え日本シリーズ初登板で完封勝利。
公式記録関係（日本野球機構ページ）

### 第5戦
10月27日　西武　入場者32304人　延長11回サヨナラ
| 中日 | 1 | 1 | 2 | 0 | 0 | 2 | 0 | 0 | 0 | 0 | 0  | 6 |
| 西武 | 3 | 0 | 0 | 0 | 1 | 1 | 0 | 0 | 1 | 0 | 1x | 7 |

（中）小野、鹿島、小松、●郭源（1勝1敗） - 大石、大宮
（西）渡辺、山根、東尾、小田、黒原、○松沼博（1勝） - 伊東
勝利打点　伊東1
【本塁打】
（中）宇野2号2ラン（3回渡辺）
（西）清原3号ソロ（6回小松）、石毛3号ソロ（9回郭）
[審判]セ田中（球）パ藤本　セ福井　パ斎田（塁）セ小林毅　パ前川（外）
第一戦同様西武渡辺、中日小野が先発した。中日は初回先頭の彦野が四球で出塁、犠打と2ゴロで2死3塁から落合の遊ゴロを西武石毛が一塁へ悪送球する間に先制するも、その裏西武は2死無走者から秋山が右翼線際に落ちる二塁打で出塁、清原四球の後石毛のエンタイトル二塁打で同点、続くバークレオの当たりは遊撃の立浪が取れず左中間への二塁打となり更に2点を追加し3-1と逆転。しかし中日は2回表先頭の仁村徹の三塁打と音の適時打で1点を返し、3回には2死無走者から落合が四球で出塁、続く宇野が右中間へ本塁打し4-3と逆転、西武先発渡辺久をノックアウトする。5回裏西武は中日2番手、シリーズ3試合目の登板となる鹿島から先頭の安部が左翼線際に落ちるテキサスヒットで出塁、犠打と2ゴロで2死3塁とした後、吉竹の右前への飛球に中日仁村薫がダイビングキャッチを試みるも取れずフェンスまで転がる後逸で同点、吉竹も本塁を狙うが憤死となり逆転はならず（記録は三塁打）。追いつかれた中日は6回表、西武2番手山根から先頭の仁村徹が安打で出塁すると、西武は3番手東尾に交代、しかし続く音が右前ヒットエンドランを決め無死1、3塁とし、ゲーリーの2ゴロを西武辻が本塁へワンバウンド送球し伊東が後逸する間に得点、なおも無死1、3塁から代打中尾の遊ゴロの間に1点追加で6-4とする。その裏中日は3番手に第2戦に先発し6回を投げていた小松を中3日で投入するも、西武は1死無走者から清原が左中間へ弾丸ライナーの本塁打を放ち6-5と1点差に迫る。中日は7回裏から小松同様第2戦以来の登板となる抑えの郭源治を投入し逃げ切りを図り、9回表中日は西武・東尾から先頭の豊田の安打と犠打で1死2塁としリード拡大を狙うも、西武が小田、黒原の継投で後続を抑え、その裏西武は先頭打者石毛のバックスクリーン右に飛び込むソロ本塁打で同点に追いつく。西武は延長10回表、6番手に本来は先発投手である松沼博を投入、その松沼博は気迫の投球で中日打線を2回無安打（1四球）に封じ込める。延長11回裏、西武は5イニング目の中日・郭から先頭の清原が中前安打で出塁、同点弾を放った石毛が犠打で送り、笘篠の代打・立花が三振に倒れ2死後、伊東が右越適時打を放ち、サヨナラ勝ちで日本一を決めた。西武の日本シリーズでのサヨナラ勝ちは1986年の対広島第5戦以来2年ぶり3度目（西鉄時代を含めると5度目）。サヨナラゲームでの日本一決定は1950年の毎日、1965年の巨人に次いで3チーム目となった。延長2イニングを無失点に抑えた松沼博が勝利投手となった。
公式記録関係（日本野球機構ページ）

## 表彰選手
- 最高殊勲選手賞：石毛宏典（西）
- 敢闘賞：宇野勝（中）
- 優秀選手賞：清原和博、森山良二（以上、西）、郭源治（中）

## テレビ・ラジオ中継

### テレビ中継
- 第1戦：10月22日
  - 東海テレビ≪FNN系列≫
  - 実況：吉村功　解説：西本幸雄、谷沢健一　ゲスト解説：阿波野秀幸（近鉄）、権藤博（近鉄投手コーチ）
- 第2戦：10月23日
  - 中部日本放送（CBC）≪JNN系列≫
  - 実況：田口豊太郎　解説：近藤貞雄、衣笠祥雄、大石第二朗（近鉄）
- 第3戦：10月25日
  - TBSテレビ≪JNN系列≫
  - 実況：石川顕　解説：田淵幸一　ゲスト解説：衣笠祥雄、仰木彬（近鉄監督）
- 第4戦：10月26日
  - TBSテレビ≪JNN系列≫　実況：林正浩　解説：衣笠祥雄、小林繁
  - NHK総合 実況：松本一路　解説：藤田元司、山本浩二　ゲスト解説：梨田昌孝（近鉄を同年引退）共同インタビュアー秋山浩志
- 第5戦：10月27日
  - テレビ朝日≪ANN系列≫
    - 実況：石橋幸治　解説：野村克也、武上四郎 ネット裏球種解説:浅野啓司
    - ゲスト解説：牛島和彦（ロッテ）、池山隆寛（ヤクルト）、阿波野秀幸

テレビ朝日としてはこの年から西武のホームゲームで初めてシリーズの放映権を獲得、その年以降は西武がシリーズに進出した時にはホームゲームの試合では何度も中継をするようになる。

※なお、第6戦は東海テレビ、第7戦は中部日本放送でそれぞれ中継される予定だった。

### ラジオ中継
- 第1戦：10月22日
  - NHKラジオ第1　解説：川上哲治　ゲスト解説：山内孝徳（南海）
  - TBSラジオ（JRN）　解説：近藤貞雄、杉下茂
  - 文化放送（NRN）　実況：戸谷真人 解説：豊田泰光
  - ニッポン放送（NRN・東海ラジオ製作）　実況：犬飼俊久　解説：藤波行雄　ゲスト解説：中山裕章（大洋）
- 第2戦：10月23日
  - NHKラジオ第1　解説：鈴木啓示　ゲスト解説：阿波野秀幸
  - TBSラジオ（JRN）　解説：井上登、田淵幸一
  - 文化放送（NRN）　解説：黒江透修
  - ニッポン放送（NRN）　実況：胡口和雄　解説：江本孟紀　ゲスト解説：関根潤三（ヤクルト監督）
- 第3戦：10月25日
  - NHKラジオ第1　解説：藤田元司　ゲスト解説：吉田博之（南海）
  - TBSラジオ（JRN）　解説：張本勲、小林繁
  - 文化放送（NRN）　解説：山崎裕之　ゲスト：森山周一郎
  - ニッポン放送（NRN）　実況：深沢弘　解説：大矢明彦　ゲスト解説：牛島和彦（ロッテ）
  - ラジオ日本　解説：浅野啓司
- 第4戦：10月26日
  - NHKラジオ第1　解説：鶴岡一人　ゲスト解説：広沢克己（ヤクルト）
  - TBSラジオ（JRN）　解説：杉下茂、田淵幸一
  - 文化放送（NRN）　解説：大田卓司　ゲスト：みなみらんぼう
  - ニッポン放送（NRN）　実況：胡口和雄　解説：大杉勝男　ゲスト解説：星野伸之（阪急）
  - ラジオ日本　解説：中村稔
- 第5戦：10月27日
  - NHKラジオ第1　解説：川上哲治　ゲスト解説：達川光男（広島）
  - TBSラジオ（JRN）　実況：石川顕　解説：近藤昭仁、小林繁
  - 文化放送（NRN）　実況：中田秀作　解説：豊田泰光　ゲスト：島田洋七
  - ニッポン放送（NRN）　実況：小野浩慈　解説：土橋正幸　ゲスト解説：西崎幸広（日本ハム）
  - ラジオ日本　解説：浅野啓司